# Rio 2
Rio 2 là một bộ phim hoạt hình máy tính 3D Mỹ 2014 được sản xuất bởi Blue Sky Studios và đạo diễn là Carlos Saldanha. Là phần tiếp theo của Rio 2011.

## Công chiếu

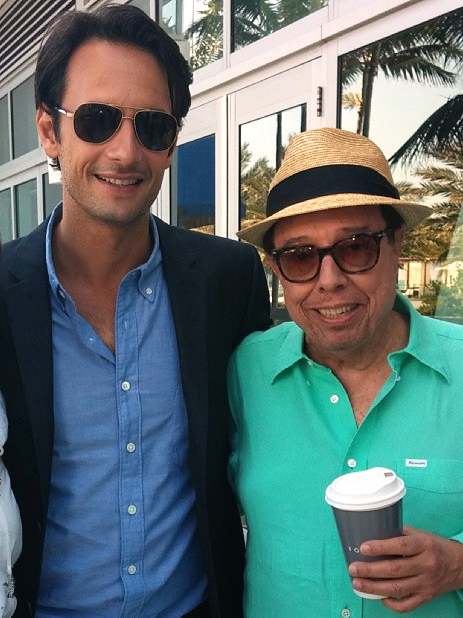
Rodrigo Santoro

Phim được công chiếu ở các rạp quốc tế vào ngày 20 tháng 3 năm 2014. Buổi ra mắt phim được tổ chức tại Miami, Florida vào ngày 20 tháng 3,2014. Phim được công chiếu ở Hoa Kỳ vào ngày 11 tháng 4 năm 2014.

### Truyền thông nhà
Rio 2 được phát hành trên Blu-ray (2D và 3D) và DVD vào ngày 15 tháng 7 năm 2014. The Target exclusive comes with a Blu plush toy.

## Âm nhạc

### Soundtrack
Soundtrack phim được phát hành vào ngày 25 tháng 3 năm 2014 bởi Atlantic Records. Nó được đưa vào single "What Is Love"của nhóm nhạc Janelle Monáe.
Danh sách Track
| STT              | Nhan đề                                                    | Performers                                                                                           | Thời lượng |
| ---------------- | ---------------------------------------------------------- | --- | ---------- |
| 1.               | "What Is Love"                                             | Janelle Monáe                                                                                        | 3:31       |
| 2.               | "Rio Rio" (chủ đề B.o.B)                                   | Ester Dean                                                                                           | 2:41       |
| 3.               | "Beautiful Creatures"                                      | Barbatuques, Andy García, và Rita Moreno                                                             | 2:07       |
| 4.               | "Welcome Back"                                             | Bruno Mars                                                                                           | 1:08       |
| 5.               | "Ô Vida"                                                   | Carlinhos Brown và Nina De Freitas                                                                   | 1:47       |
| 6.               | "It's a Jungle Out Here" (chủ đề Uakti; Brazilian Version) | Philip Lawrence                                                                                      | 3:59       |
| 7.               | "Don't Go Away" (chủ đề Uakti)                             | Anne Hathaway và Flavia Maia                                                                         | 2:38       |
| 8.               | "Batucada Familia"                                         | Carlinhos Brown, Siedah Garrett, Jamie Foxx, Rachel Crow, Amy Heidemann, Andy García, và Rita Moreno | 2:42       |
| 9.               | "Poisonous Love"                                           | Kristin Chenoweth và Jemaine Clement                                                                 | 3:30       |
| 10.              | "I Will Survive"                                           | Jemaine Clement và Kristin Chenoweth                                                                 | 1:51       |
| 11.              | "Bola Viva"                                                | Carlinhos Brown                                                                                      | 3:22       |
| 12.              | "Favo De Mel"                                              | Milton Nascimento                                                                                    | 3:08       |
| 13.              | "It's a Jungle Out Here"                                   | Philip Lawrence                                                                                      | 4:00       |
| 14.              | "What Is Love"                                             | Janelle Monáe, Anne Hathaway, Jesse Eisenberg, Jamie Foxx, và Carlinhos Brown                        | 2:43       |
| Tổng thời lượng: | Tổng thời lượng:                                           | Tổng thời lượng:                                                                                     | 39:07      |

### Bảng
| Bảng (2014)      | Vị trí |
| ---------------- | ------ |
| US Billboard 200 | 124    |
| US Soundtracks   | 4      |

### Nhạc phim
Danh sách Track
Tất cả nhạc phẩm được soạn bởi John Powell.
| STT              | Nhan đề                                                                             | Thời lượng |
| ---------------- | ----------------------------------------------------------------------------------- | ---------- |
| 1.               | "20th Century Fox Fanfare (Samba Version)"                                          | 0:24       |
| 2.               | "Batucada People"                                                                   | 1:35       |
| 3.               | "Over the Falls" (chủ đề Milton Nascimento)                                         | 3:39       |
| 4.               | "Breakfast in Rio"                                                                  | 3:08       |
| 5.               | "Fireworks on the Roof" (chủ đề Uakti)                                              | 1:27       |
| 6.               | "Traveling Family"                                                                  | 1:59       |
| 7.               | "Sideshow Freaks" (chủ đề Uakti)                                                    | 3:08       |
| 8.               | "Stalking the Ferry"                                                                | 2:06       |
| 9.               | "River Boat on the Loggers" (chủ đề Carlinhos Brown và Uakti)                       | 2:59       |
| 10.              | "Escorted to the Clan" (chủ đề Uakti và Barbatuques)                                | 5:40       |
| 11.              | "Up Carla's Monkey" (chủ đề Uakti)                                                  | 2:15       |
| 12.              | "Spider Invite" (chủ đề Uakti và Barbatuques)                                       | 2:46       |
| 13.              | "Humans Are Longer Than They Told Me" (chủ đề Uakti)                                | 2:23       |
| 14.              | "Tongue-apult to Blu's Nightmare"                                                   | 2:08       |
| 15.              | "Red Bullies" (chủ đề Uakti)                                                        | 3:19       |
| 16.              | "Tantrums Lead to Explosions" (chủ đề Uakti)                                        | 3:42       |
| 17.              | "Lollipops Are Bad for Your Teeth" (chủ đề Milton Nascimento, Uakti và Barbatuques) | 3:55       |
| 18.              | "Battle for the Heart of the Forest"                                                | 4:45       |
| 19.              | "Romeo and Juliet's Unfortunate Demise" (chủ đề Uakti và Barbatuques)               | 3:52       |
| Tổng thời lượng: | Tổng thời lượng:                                                                    | 55:10      |